# Ellipteroides (Ellipteroides) rohuna
Ellipteroides (Ellipteroides) rohuna is een tweevleugelige uit de familie steltmuggen (Limoniidae). De soort komt voor in het Oriëntaals gebied.